# Gobernación de Nueva Rusia
La gobernación de Nueva Rusia (en ruso: Новороссийская губерния, Novorossiyskaya guberniya) fue una división administrativa del Imperio ruso, existente en durante dos épocas. 
Fue inicialmente creada en 1764 como distrito militar para la protección de la frontera sur del imperio ante las tropas turcas, antes de la guerra ruso-turca de 1768. Se disolvió en 1783 y su territorio pasó en gran medida a la región de Yekaterinoslav.
En 1796 el zar Pablo I de Rusia restableció la gobernación de Nueva Rusia, uniendo la gobernación de Yekaterinoslav, la de Voznesenski y el óblast de Táurida. La capital se situó en Yekaterinoslav, actual Dnipropetrovsk. En 1802 el territorio fue nuevamente dividido, dando origen a tres gobernaciones: Jersón, Yekaterinoslav y Táurida.
- Datos: Q326191
- Multimedia: Novorossia Governorate / Q326191